# K. S. Jeevan
Karekoppa Suresh Jeevan  (* 26. Januar 1993 in Karekoppa, Karnataka) ist ein indischer Leichtathlet, der sich auf den 400-Meter-Lauf spezialisiert.

## Sportliche Laufbahn
Erste internationale Erfahrungen sammelte K. S. Jeevan bei den Juniorenweltmeisterschaften 2012 in Barcelona, bei denen er mit der indischen 4-mal-400-Meter-Staffel in 3:20,12 min in der ersten Runde ausschied. 2018 nahm mit der indischen Stafette an den Commonwealth Games im australischen Gold Coast teil und kam dort im Vorlauf zum Einsatz; die Staffel wurde später im Finale disqualifiziert. Ende August nahm er ebenfalls mit der Staffel an den Asienspielen in Jakarta teil und gewann dort die Silbermedaille hinter der Mannschaft aus Katar. Auch dort kam er nur im Vorlauf zum Einsatz. Im Jahr darauf wurde er mit der Staffel bei den Asienmeisterschaften in Doha disqualifiziert. Anschließend schied er bei den World Relays in Yokohama mit 3:06,05 min im Vorlauf aus, wie auch bei den Weltmeisterschaften in Doha im Oktober mit 3:03,09 min. Kurz darauf gewann er bei den Südasienspielen in Kathmandu in 47,42 s die Bronzemedaille über 400 Meter hinter den Srilankern Aruna Dharshana und Lakmal Priyantha sowie Silber mit der Staffel hinter dem Team aus Sri Lanka.

## Persönliche Bestzeiten
- 400 Meter: 46,37 s, 29. Juni 2018 in Guwahati